# Represa Capivari
A Represa Capivari é formada pela barragem de mesmo nome localizada no rio Capivari-Monos, no município de São Paulo, estado de São Paulo.

## Características
Construída no rio Capivari-Monos, um afluente do rio Branco, pertence a Companhia de Saneamento Básico do Estado de São Paulo (SABESP) e faz parte do Sistema Guarapiranga para o abastecimento de água da Região Metropolitana de São Paulo.